# Florida Championship Wrestling
Pour les articles homonymes, voir FCW.
La Florida Championship Wrestling (FCW) a été un club-école de la World Wrestling Entertainment dirigé par Steve Keirn. Située à Tampa, en Floride, la FCW a été lancée mi-2007 par la WWE. Les enregistrements avaient lieu au Dallas Bull (un club organisant des spectacles) de Tampa. Le dernier épisode a eu lieu le 14 août 2012. La WWE a décidé que la Florida Championship Wrestling fusionne avec NXT le 20 juin 2012.

## Histoire
Après la fin du partenariat entre la WWE et l'Ohio Valley Wrestling, son ancien club-école en février 2008. Ce nom a été choisi pour rendre hommage à la Championship Wrestling form Florida  ,une des fédérations affiliés à la National Wrestling Alliance.

## Anciens titres
| Championnat                           | Dernier(s) Champion(s)    | Date de victoire | Face à                   |
| ------------------------------------- | ------------------------- | ---------------- | ------------------------ |
| FCW Southern Heavyweight Championship | Jack Hager                | 23 mars 2008     | Heath Miller             |
| Queen of FCW                          | Raquel Diaz               | 17 novembre 2011 | Aksana                   |
| FCW Florida Heavyweight Championship  | Richie Steamboat          | 20 juillet 2012  | Rick Victor              |
| FCW Florida Tag Team Championship     | Brad Maddox & Rick Victor | 28 juillet 2012  | CJ Parker & Jason Jordan |
| FCW 15 Championship                   | Brad Maddox               | 21 juin 2012     | Richie Steamboat         |
| FCW Divas Championship                | Caylee Turner (1)         | 29 juin 2012     | Raquel Diaz              |

## Figures d'autorité
| Personne                            | fonction               | période                           | Notes                                                                                |
| ----------------------------------- | ---------------------- | --------------------------------- | ------------------------------------------------------------------------------------ |
| Vince McMahon                       | co-Président de la FCW | 26 juin 2006-14 août 2012         | président de la WWE. et Steve Keirn Fondateurs de la Florida Championship Wrestling. |
| Steve Keirn                         | co-Président de la FCW | 26 juin 2006-14 août 2012         | président de la WWE. et Steve Keirn Fondateurs de la Florida Championship Wrestling. |
| Abraham Washington                  | general Manager        | 11 mars 2008-31 décembre 2009     | Il doit quitter son poste à cause de problèmes d'impôts                              |
| Dusty Rhodes                        | general Manager        | 1er janvier 2010- 27 janvier 2010 | Il remplace Abraham Washington                                                       |
| Norman Smiley                       | general Manager        | 27 janvier 2010 - 18 juillet 2010 | Il est renvoyé à cause d'un coup monté de Liviana et d'AJ Lee                        |
| Brett DiBiase et Abraham Washington | general Manager        | 22 juillet 2010 - 8 août 2010     | par Intérim et seul duo à avoir été GM.                                              |
| Maxine                              | general Manager        | 12 août 2010- mars 2012           | Elle obtient le poste de GM. Elle change de nom en participant à NXT saison 3.       |
| Summer Rae                          | general Manager        | 12 mars 2012 - juin 2012          | Elle "pique" en quelque sorte le poste de Maxine.                                    |
| Dusty Rhodes                        | general Manager        | juin 2012 - 14 août 2012          | Il "vire" Summer Rae du poste de GM.                                                 |

## Commentateur
| Commentateurs principale | Commentateurs secondaire | Année(s)                            | Notes                                                      |
| ------------------------ | ------------------------ | ----------------------------------- | ---------------------------------------------------------- |
| Byron Saxton             | Dusty Rhodes             | 26 juin 2007- 18 octobre 2009       | Saxton part à la ECW.                                      |
| Dusty Rhodes             | Wade Barrett             | 20 octobre 2009- 30 novembre 2009   | Dusty retourne à la lutte.                                 |
| Wade Barrett             | Byron Saxton             | 1er décembre 2009- 6 juin 2010      | Barrett part à NXT.                                        |
| Byron Saxton             | Abraham Washington       | 23 février 2010 - 26 septembre 2010 | Saxton devient manager de Mason Ryan                       |
| Abraham Washington       | Matt Martlaro            | 3 octobre 2010 - 7 novembre 2010    | Matt Martlaro remplace Byron Saxton.                       |
| Matt Martlaro            | Brett DiBiase            | 14 novembre 2010 - 2 janvier 2011   | Abraham Washington devient catcheur.                       |
| Matt Martlaro            | William Regal            | 10 avril 2011 - 14 août 2012        | Regal devin commentaire de NXT et Matt Martlaro est virée. |